# Camelosphecia fossor
Camelosphecia fossor (лат.) — ископаемый вид предков муравьёв рода Camelosphecia из надсемейства Formicoidea. Обнаружен в бирманском янтаре мелового периода (штат Качин, около Мьичина, север Мьянмы, юго-восточная Азия), возрастом около 100 млн лет. Видовой эпитет fossor подчеркивает роющие приспособления этого вида.

## Описание
Отличается необычным строением чашевидных жвал и вытянутым вперёд клипеусом. От близкого вида Camelosphecia venator отличается крупными фасеточными глазами, увеличенными мускулистыми передними бёдрами и наличиеи псаммохет на передних лапках. Длина около 5 мм. Длина головы 0,94 мм; ширина головы 1,08 мм; ширина клипеуса 0,46 мм; длина глаза 0,41 мм. Усики 12-члениковые. Фронтальные кили (парные срединные, продольные гребни) между усиковыми выступами отсутствуют.
Впервые описан в 2020 году вместе с Camelosphecia venator. Вид Camelosphecia fossor не отнесен ни к одному из подсемейств муравьёв и напрямую включён в надсемейство Formicoidea в качестве сестринской группы ко всем остальным муравьям Formicidae.